# Muraoka Hiroto
Muraoka Hiroto (Tokió, 1931. szeptember 19. – Tokió, 2017. március 13.) japán válogatott labdarúgó.

## Pályafutása
A japán válogatottban két mérkőzésen szerepelt.

## Statisztika
| Japán válogatott | Japán válogatott | Japán válogatott |
| Időszak          | Mérk.            | gól              |
| ---------------- | ---------------- | ---------------- |
| 1954             | 2                | 0                |
| Összesen         | 2                | 0                |